# ريبيكا بروس
ريبيكا بروس (بالإنجليزية: Rebecca Bross)‏ لاعبة جمباز أمريكية. حاصلة على ثلاثة ميداليات فضية وثلاثة ميداليات برونزية في بطولة العالم للجمباز وميداليتين ذهبيتين وفضية في دورة الألعاب الأمريكية لقارة أمريكا الشمالية وأمريكا الجنوبية وحصلت أيضاً على أربعة ميداليات ذهبية وفضية في دورة ألعاب المحيط الهادئ.

## روابط خارجية
- ريبيكا بروس على موقع الاتحاد الدولي للجمباز (licence) (الإنجليزية)
- ريبيكا بروس على موقع الاتحاد الدولي للجمباز (biography) (الإنجليزية)
- ريبيكا بروس على موقع الاتحاد الأمريكي للجمباز (الإنجليزية)